# Stacius von Münchhausen
Stats, Staatz, Statius oder Stacius von Münchhausen (* um 1460; † vor 8. April 1518) war ein niedersächsischer Adliger aus dem Geschlecht der Münchhausen. Er war Drost zu Hausberge, Pfandherr zu Aerzen und 1518 Drost zu Lauenstein.

## Leben
1482 wurde der Knappe Justaz bischöflich mindenscher Vogt auf Schloss Hausberge.

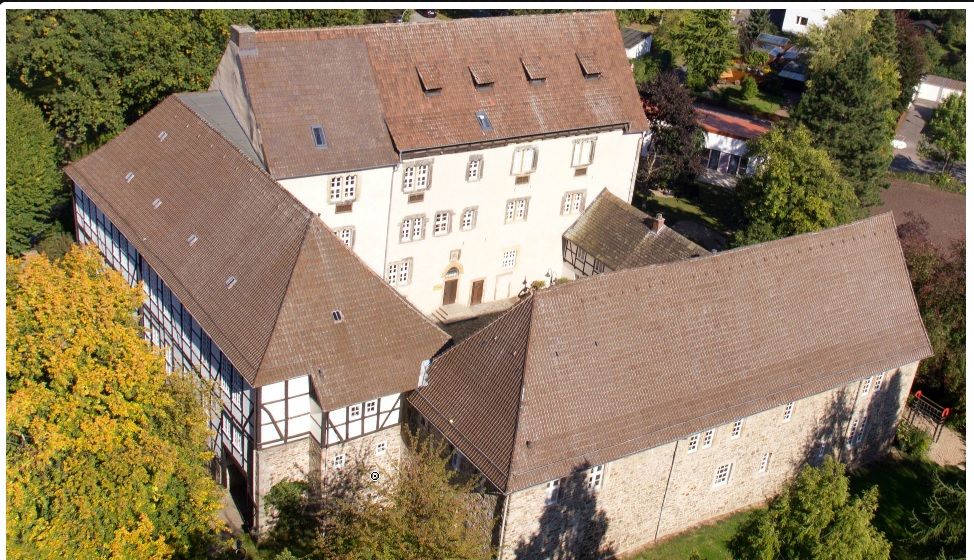
Burg Aerzen, Pfandbesitz seit 1508

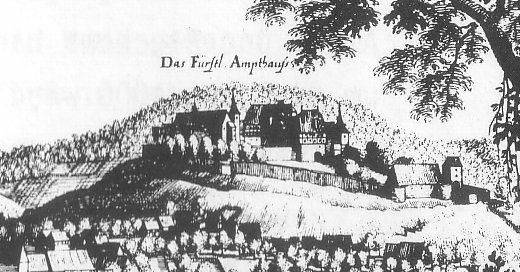
Die Drostei Burg Lauenstein

Seit 1433 ist die Domäne Aerzen von den Welfenherzögen an das Hochstift Hildesheim verpfändet gewesen, welches wiederum 1508 Amt und Schloss als Pfand an Stacius von Münchhausen und Heinrich von Hardenberg weitergab. Zudem erwähnt 1510 das Lehnsverzeichnis des St. Bonifatiusstifts zu Hameln Stats und seine Brüder als Inhaber von drei Meierhöfen in Schwöbber und sechs Kothöfen im Gericht Aerzen. Als Anfang 1518 der Hildesheimer Bischof Johannes IV. von Sachsen-Lauenburg die Hardenbergsche hälftige Pfandschaft nicht erneuerte, kam es zwischen den beiden Pfandinhabern in Aerzen zum Kampf.
Zur gleichen Zeit hatte Bischof Johannes IV. den Stacius als Vogt auf dem Amtsschloss Lauenstein eingesetzt, nachdem er den Brüdern von Saldern diese – seit 1497 bestehende – Pfandschaft gekündigt hatte. Nach einem misslungenen Angriff auf die Burg brannte Burchard von Saldern den Burgflecken Lauenstein nieder. Im Sommer heftete er den Fehdebrief mit der Aufschrift: „Borchert von Salder do bekand; dat ick hebbe jedan dußen Brand; dat bekenne ick mit meiner Hand.“ an das Burgtor. Es kam 1518 zu diversen Kämpfen, die Stacius jedoch nicht mehr erlebte.
Stacius von Münchhausen musste Anfang 1518 fliehen und wurde kurz vor Hildesheim von Heinrich von Hardenberg und Burchard von Saldern erschlagen. Johannes Oldekop schildert in seiner Hildesheimer Chronik diese Mordtat folgendermaßen: „Stass von Monickhusen fiel im Beginne der verderblichen Stiftsfehde. Namens des Bischofs Johannes IV. hatte er das Haus Lauenstein, das die v. Saldern infolge der bischöflichen Kündigung u. des Schiedsgerichts der Landstände räumen mussten, besetzt (Anm.: Fast zeitgleich mit der erzwungenen Räumung der Hälfte Aerzens durch Heinrich v. Hardenberg). Am 23. Februar 1518 wollte er (Stacius) von Lauenstein nach Steuerwald zum Bischof reiten, ward jedoch in der Nacht unterwegs von Heinrich v. Hardenberg und Burchard v. Saldern überfallen, an Haupt und Brust verwundet und zur Verhöhnung seines Herrn bei der bischöflichen Residenz Steuerwald in die Innerste geworfen; am nächsten Morgen fand man seine Leiche vor den Mühlenschütten. Dieselbe wurde nach Hildesheim auf den Bischofshof geführt und auf dem Ritterkirchhofe begraben.“
Sein Tod war mit ein Auslöser für die Hildesheimer Stiftsfehde.

## Ehe und Kinder
Er heiratete vor 1500 Margarethe von Oberg, Tochter des Hilmar von Oberg auf Oberg und der Ilse von Steinberg. Ihre Kinder waren:
- Katharina († 1554) ⚭ Asche von Campe zu Deensen
- Johanna ⚭ Johann von Amelunxen auf Amelunxen
- Justine († ca. 1558) ⚭ Dietrich Friese zu Gronau
- Jobst (* ca. 1500 † am 9. Juli 1553) im Dienste Heinrichs des Jüngern von Braunschweig in der Schlacht bei Sievershausen gefallen, begraben zu St. Michael (Hildesheim) ⚭ Anna v. Kanne; 1527 wurde er mit seinen Brüdern vom Grafen Jobst zu Schaumburg gegen 600 fl mit dem freien Burghof zu Rinteln belehnt.
- Ludolf (* ca. 1508 † 1551), Drost zu Koldingen ⚭ 1537 Dorothea v. Reden a. d. H. Poppenburg
- Johann († 1553 an der bei Sievershausen am 9. Juli erhaltenen Verwundung (wie sein Bruder Jobst)), begraben zu St. Michael (Hildesheim); ⚭ Anna v. Bortfeld
- Hilmar von Münchhausen (* 1512 † 1573), der bekannte Söldnerführer und kgl. spanische Obrist ⚭ 1539 Lucia v. Reden a. d. H. Poppenburg, Schwester seiner Schwägerin Dorothea